# اغریرث
اَغریرَث در اساطیر ایرانی شاهزادهٔ توران و پسر پشنگ است. در جنگی که بین ایران و توران درگرفت او موجب آزاد شدن ایرانیانی که به دست افراسیاب برادرش اسیر شده بودند شد. افراسیاب او را در هنگام مجادله‌ای که بین آندو به دلیل آزاد شدن اسیران درگرفته بود کشت.
اَغریرَث، در شاهنامه نام فرمانده یا سپهبُد تورانی است که در نبرد بزرگ میانِ کیخسرو و افراسیاب، فرماندهٔ سی هزار تن از یلان تورانی سپاه افراسیاب بود. حکیم فردوسی در شاهنامه وی را، اغریرثِ جنگجوی خوانده و در فرازی از شرح نبرد بزرگ این‌گونه توصیفش کرده‌است:
| سپهبُد چو اغریرث جنگجوی |  | که با خون یکی داشتی اب جوی |

## اغریرث در اوستا
نام اغریرث در اوستا به شکل اغرارث آمده‌است. وی از شخصیتهای بسیار محبوب به‌شمار می‌رود. جزء اول آن (اغ) به معنای پیش‌رونده و جز دوم آن (رارث) از مشتقات raʘa به معنای گردونه است. در کل یعنی <با> گردونه پیش‌تاز.

## تبارشناسی
اغریرث تورانی‌ست. پسر پشنگ و برادر افراسیاب (در اوستا فرنگرسین). او به‌دست برادرش کشته می‌شود.

## اغریرث در شاهنامه
پشنگ شاه توران اطلاع یافت منوچهر شاه ایران درگذشت و نوذر پسرش جانشین او گشت. پشنگ که کینهٔ قتل تور را دل داشت مترصد فرصت بود اوضاع ایران متلاطم گردد تا انتقام نیاکان گذشته را بستاند و اینک مرگ منوچهر بهترین فرصت بود. پشنگ جنگاوران بنام توران را چون ارجسپ، گرسیوز، کلباد، ویسه و همچنین دو فرزند خویش افراسیاب و اغریرث را نزد خویش خواند سخن‌ها براند و همه را متقاعد کرد تا به کین تور حمله‌ای به ایران شود. در این حمله سپهسالار توران افراسیاب بود پایتخت ایران آمل را محاصره و نوذر را هلاک نمود.
اغریرث بنا بدلایل نامعلوم از دشمنی و حمله به ایران مخالف بود و مخالفت‌های مکرر او در کار سپاه و جنگ، عاقبت باعث شد افراسیاب در مقام برادر و فرمانده لشکر، او را بهلاکت برساند چون وجودش در جنگ را مفید ندانست. پشنگ پس از متقاعد کردن نامداران توران با مخالفت اغریرث مواجه شد:
| چو شد ساخته کار جنگ آزمای   |  | به کاخ آمد اغریرث رهنمای   |
| به پیش پدر شد پر اندیشه دل  |  | که اندیشه دارد همی پیشه دل |
| چنین گفت کای کار دیده پدر   |  | ز ترکان به مردی برآورده سر |
| منوچهر از ایران اگر کم شدست |  | سپهدار چون سام‌نیرم شدست    |
| چو گرشاسپ و چون قارن رزم‌زن  |  | جز این نامداران آن انجمن   |